# Prix de la mise en scène du Festival de Cannes

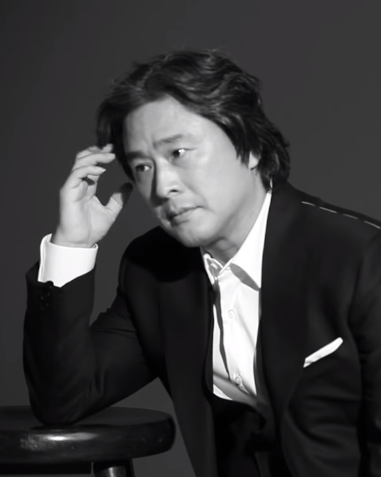
Park Chan-wook, lauréat du prix de la mise en scène en 2022 pour Decision to Leave.

Le prix de la mise en scène (ou Best Director Award, selon la dénomination internationale) est une récompense décernée par le jury des longs métrages du Festival de Cannes. Il honore un cinéaste jugé comme étant le meilleur réalisateur parmi les films de la compétition. 

## Palmarès
| Année | Réalisateur                             | Film                                    | Titre original                               | Pays                                    |
| ----- | --------------------------------------- | --------------------------------------- | -------------------------------------------- | --------------------------------------- |
| 1946  | René Clément                            | La Bataille du rail                     |                                              | France                                  |
| 1947  | Non décerné                             | Non décerné                             | Non décerné                                  | Non décerné                             |
| 1948  | Pas de festival cette année             | Pas de festival cette année             | Pas de festival cette année                  | Pas de festival cette année             |
| 1949  | René Clément                            | Au-delà des grilles                     | Le Mura di Malapaga                          | France                                  |
| 1950  | Pas de festival cette année             | Pas de festival cette année             | Pas de festival cette année                  | Pas de festival cette année             |
| 1951  | Luis Buñuel                             | Los Olvidados                           |                                              | Mexique                                 |
| 1952  | Christian-Jaque                         | Fanfan la Tulipe                        |                                              | France                                  |
| 1953  | Non décerné                             | Non décerné                             | Non décerné                                  | Non décerné                             |
| 1954  | Non décerné                             | Non décerné                             | Non décerné                                  | Non décerné                             |
| 1955  | Jules Dassin                            | Du rififi chez les hommes               |                                              | France                                  |
| 1955  | Sergueï Vassiliev                       | Hommes en guerre                        | Герои Шипки, Geroi Shipki                    | Union soviétique                        |
| 1956  | Sergueï Ioutkevitch                     | Othello                                 | Отелло, Otello                               | Union soviétique                        |
| 1957  | Robert Bresson                          | Un condamné à mort s'est échappé        |                                              | France                                  |
| 1958  | Ingmar Bergman                          | Au seuil de la vie                      | Nära livet                                   | Suède                                   |
| 1959  | François Truffaut                       | Les Quatre Cents Coups                  |                                              | France                                  |
| 1960  | Non décerné                             | Non décerné                             | Non décerné                                  | Non décerné                             |
| 1961  | Ioulia Solntseva                        | Récit des années de feu                 | Повесть пламенных лет, Povest plamennykh let | Union soviétique                        |
| 1962  | Non décerné                             | Non décerné                             | Non décerné                                  | Non décerné                             |
| 1963  | Non décerné                             | Non décerné                             | Non décerné                                  | Non décerné                             |
| 1964  | Non décerné                             | Non décerné                             | Non décerné                                  | Non décerné                             |
| 1965  | Liviu Ciulei                            | La Forêt des pendus                     | Padurea spânzuratilor                        | Roumanie                                |
| 1966  | Sergueï Ioutkevitch                     | Lénine en Pologne                       | Ленин в Польше, Lenin v Polché               | Union soviétique                        |
| 1967  | Ferenc Kósa                             | Les Dix mille soleils                   | Tízezer nap                                  | Hongrie                                 |
| 1968  | Arrêté à cause des événements de mai 68 | Arrêté à cause des événements de mai 68 | Arrêté à cause des événements de mai 68      | Arrêté à cause des événements de mai 68 |
| 1969  | Glauber Rocha                           | Antonio Das Mortes                      | O Dragão da Maldade contra o Santo Guerreiro | Brésil                                  |
| 1969  | Vojtěch Jasný                           | Chronique morave                        | Všichni dobří rodáci                         | Tchécoslovaquie                         |
| 1970  | John Boorman                            | Léo le dernier                          |                                              | Royaume-Uni                             |
| 1971  | Non décerné                             | Non décerné                             | Non décerné                                  | Non décerné                             |
| 1972  | Miklós Jancsó                           | Psaume rouge                            | Még kér a nép                                | Hongrie                                 |
| 1973  | Non décerné                             | Non décerné                             | Non décerné                                  | Non décerné                             |
| 1974  | Non décerné                             | Non décerné                             | Non décerné                                  | Non décerné                             |
| 1975  | Michel Brault                           | Les Ordres                              |                                              | Canada                                  |
| 1975  | Costa-Gavras                            | Section spéciale                        |                                              | France                                  |
| 1976  | Ettore Scola                            | Affreux, sales et méchants              | Brutti, sporchi e cattivi                    | Italie                                  |
| 1977  | Non décerné                             | Non décerné                             | Non décerné                                  | Non décerné                             |
| 1978  | Nagisa Ōshima                           | L'Empire de la passion                  | 愛の亡霊, Ai no borei                        | Japon                                   |
| 1979  | Terrence Malick                         | Les Moissons du ciel                    | Days of Heaven                               | États-Unis                              |
| 1980  | Non décerné                             | Non décerné                             | Non décerné                                  | Non décerné                             |
| 1981  | Non décerné                             | Non décerné                             | Non décerné                                  | Non décerné                             |
| 1982  | Werner Herzog                           | Fitzcarraldo                            |                                              | Allemagne de l'Ouest                    |
| 1983  | Robert Bresson                          | L'Argent                                |                                              | France                                  |
| 1983  | Andreï Tarkovski                        | Nostalghia                              | Ностальгия                                   | Union soviétique                        |
| 1984  | Bertrand Tavernier                      | Un dimanche à la campagne               |                                              | France                                  |
| 1985  | André Téchiné                           | Rendez-vous                             |                                              | France                                  |
| 1986  | Martin Scorsese                         | After Hours                             |                                              | États-Unis                              |
| 1987  | Wim Wenders                             | Les Ailes du désir                      | Der Himmel über Berlin                       | Allemagne de l'Ouest                    |
| 1988  | Fernando Solanas                        | Le Sud                                  | Sur                                          | Argentine                               |
| 1989  | Emir Kusturica                          | Le Temps des Gitans                     | Дом за вешање, Dom za vešanje                | Yougoslavie                             |
| 1990  | Pavel Lounguine                         | Taxi Blues                              | Такси-блюз, Taxi-Blyuz                       | Union soviétique                        |
| 1991  | Joel et Ethan Coen                      | Barton Fink                             |                                              | États-Unis                              |
| 1992  | Robert Altman                           | The Player                              |                                              | États-Unis                              |
| 1993  | Mike Leigh                              | Naked                                   |                                              | Royaume-Uni                             |
| 1994  | Nanni Moretti                           | Journal intime                          | Caro diario                                  | Italie                                  |
| 1995  | Mathieu Kassovitz                       | La Haine                                |                                              | France                                  |
| 1996  | Joel et Ethan Coen                      | Fargo                                   |                                              | États-Unis                              |
| 1997  | Wong Kar-wai                            | Happy Together                          | 春光乍洩, Cheun gwong tsa sit                | Hong Kong                               |
| 1998  | John Boorman                            | Le Général                              | The General                                  | Royaume-Uni                             |
| 1999  | Pedro Almodóvar                         | Tout sur ma mère                        | Todo sobre mi madre                          | Espagne                                 |
| 2000  | Edward Yang                             | Yi Yi                                   | 一一, Yi yi                                  | Taïwan                                  |
| 2001  | Joel et Ethan Coen                      | The Barber                              | The Man Who Wasn't There                     | États-Unis                              |
| 2001  | David Lynch                             | Mulholland Drive                        |                                              | États-Unis                              |
| 2002  | Im Kwon-taek                            | Ivre de femmes et de peinture           | 취화선, Chi-hwa-seon                         | Corée du Sud                            |
| 2002  | Paul Thomas Anderson                    | Punch-Drunk Love                        |                                              | États-Unis                              |
| 2003  | Gus Van Sant                            | Elephant                                |                                              | États-Unis                              |
| 2004  | Tony Gatlif                             | Exils                                   |                                              | France                                  |
| 2005  | Michael Haneke                          | Caché                                   |                                              | Autriche                                |
| 2006  | Alejandro González Iñárritu             | Babel                                   |                                              | Mexique                                 |
| 2007  | Julian Schnabel                         | Le Scaphandre et le Papillon            |                                              | France                                  |
| 2008  | Nuri Bilge Ceylan                       | Les Trois Singes                        | Üç maymun                                    | Turquie                                 |
| 2009  | Brillante Mendoza                       | Kinatay                                 |                                              | Philippines                             |
| 2010  | Mathieu Amalric                         | Tournée                                 |                                              | France                                  |
| 2011  | Nicolas Winding Refn                    | Drive                                   |                                              | Danemark                                |
| 2012  | Carlos Reygadas                         | Post Tenebras Lux                       |                                              | Mexique                                 |
| 2013  | Amat Escalante                          | Heli                                    |                                              | Mexique                                 |
| 2014  | Bennett Miller                          | Foxcatcher                              |                                              | États-Unis                              |
| 2015  | Hou Hsiao-hsien                         | The Assassin                            | Nie Yinniang                                 | Taïwan                                  |
| 2016  | Olivier Assayas                         | Personal Shopper                        |                                              | France                                  |
| 2016  | Cristian Mungiu                         | Baccalauréat                            |                                              | Roumanie                                |
| 2017  | Sofia Coppola                           | Les Proies                              | The Beguiled                                 | États-Unis                              |
| 2018  | Pawel Pawlikowski                       | Cold War                                | Zimna wojna                                  | Pologne                                 |
| 2019  | Jean-Pierre et Luc Dardenne             | Le Jeune Ahmed                          |                                              | Belgique                                |
| 2021  | Leos Carax                              | Annette                                 |                                              | France                                  |
| 2022  | Park Chan-wook                          | Decision to Leave                       | 헤어질 결심                                  | Corée du Sud                            |
| 2023  | Trần Anh Hùng                           | La Passion de Dodin Bouffant            |                                              | France                                  |
| 2024  | Miguel Gomes                            | Grand Tour                              |                                              | Portugal                                |
| 2025  | Kleber Mendonça Filho                   | L'Agent secret                          | O Agente Secreto                             | Brésil                                  |

## Récompenses multiples

### Par réalisateur
Seuls les frères Coen ont reçu trois fois le prix de la mise en scène, en 1991, 1996 et 2001. 
Les cinéastes à avoir reçu deux fois le prix sont :
- René Clément en 1946 et 1949
- Serguei Youtkhevitch en 1956 et 1966
- Robert Bresson en 1957 et 1983
- John Boorman en 1970 et 1998

### Par pays
- 16 prix :  France
- 10 prix :  États-Unis
- 6 prix :  Union soviétique
- 4 prix :  Mexique
- 3 prix :  Royaume-Uni
- 2 prix :  Allemagne,  Brésil,  Corée du Sud,  Hongrie,  Italie

## Cumul
Le prix de la mise en scène fut deux fois remis à un film ayant eu la Palme d'or : en 1991 pour Barton Fink des frères Coen et en 2003 pour Elephant de Gus Van Sant. Il a été décerné conjointement au prix du jury une seule fois : en 1946  pour  La Bataille du rail de René Clément. 
Le prix de la mise en scène fut également associé au prix d'interprétation masculine  durant trois années consécutives (en 1991, 1992  et 1993 ) : pour  John Turturro dans Barton Fink, Tim Robbins dans The Player et David Thewlis dans Naked.
Il a accompagné deux fois le prix d'interprétation féminine  (en 1949 et 1958) :  pour Isa Miranda dans Au-delà des grilles et pour Ingrid Thulin, Eva Dahlbeck, Barbro Hiort af Ornäs et Bibi Andersson dans Au seuil de la vie.   
Le règlement actuel du Festival n'autorise plus que le prix de la mise en scène se cumule à un autre prix décerné par le jury de la compétition officielle. Nonobstant, lors du Festival de Cannes 2025, le film L'Agent secret de Kleber Mendonça Filho vaut à son cinéaste le prix de la mise en scène et à son interprète principal Wagner Moura le prix d'interprétation masculine.